# سونغ كانغ هو
سونغ كانغ هو (هانغل: 송강호) (مواليد 17 يناير 1967) هو ممثل كوري جنوبي. ظهر سونغ لأول مرة من خلال فيلم يوم وقع الخنزير في البئر (1996)، وذاع صيته على المستوى الوطني من خلال سلسلة من الأعمال التي نالت استحسان النقاد، بما في ذلك فيلم رقم 3 (1997)، والمنطقة الأمنية المشتركة (2000)، ومتعاطف مع السيد المنتقم (2002)، وذكريات قاتل (2003)، والمضيف (2006)، ومحطم الثلج (2013)، والمحامي (2013)، وسائق سيارة أجرة (2017).
كسب سونغ شهرة عالمية بسبب أدائه في فيلم طفيلي (2019)، الذي فاز بجائزة السعفة الذهبية في مهرجان كان السينمائي وجائزة الأوسكار لأفضل فيلم. حصل على جائزة أفضل ممثل في مهرجان كان السينمائي الخامس والسبعون عن دوره في فيلم سمسار (2022). في عام 2020، صنفته صحيفة نيويورك تايمز في المرتبة السادسة على قائمتها لأعظم 25 ممثلًا في القرن الحادي والعشرين. حصل على لقب أفضل ممثل سينمائي في مجلة «غالوب كوريا» أربع مرات (2013، و2017، و2019، و2020).

## النشأة
وُلد سونغ كانغ هو في 17 يناير 1967 في جيمهاي في مقاطعة غيونغسانغ الجنوبية بكوريا الجنوبية. تخرج من مدرسة جيمهاي الثانوية وكان لديه تطلعات لأن يصبح ممثلاً منذ سنته الثانية في مدرسة جاراك المتوسطة. في ذلك الوقت، لم يكن هناك سوى خمسة أقسام للمسرح والسينما في جميع أنحاء البلاد. على الرغم من رسوبه مرة واحدة في امتحان القبول، فقد درس في نهاية المطاف في جامعة جيونغ سانغ الوطنية في بوسان. ومع ذلك، تم تجنيده للخدمة العسكرية الإلزامية بعد فترة وجيزة. بعد انتهاء خدمته، لم يعد سونغ إلى الكلية، بل بدأ التمثيل في فرقة مسرحية محلية في بوسان في سن 23 عامًا.

## أعماله

### أفلام
| السنة | الفيلم                  | الدور              |
| ----- | ----------------------- | ------------------ |
| 1998  | العائلة الهادئة         | كانغ تشانغ مين     |
| 2002  | متعاطف مع السيد المنتقم | بارك               |
| 2003  | ذكريات قاتل             | المحقق بارك دو مان |
| 2005  | سيدة الانتقام           |                    |
| 2006  | المضيف                  | بارك كانغ دو       |
| 2009  | عطش                     | كاهن كاثوليكي      |
| 2013  | محطم الثلج              | نامغونغ مينسو      |
| 2017  | سائق سيارة أجرة         | كيم مان سوب        |
| 2019  | طفيلي                   | كي تايك            |
| 2022  | سمسار                   |                    |
| 2023  | بيت العنكبوت            |                    |

### مسلسلات
- العم سامسيك (2024)

## روابط خارجية
- سونغ كانغ هو على موقع IMDb (الإنجليزية)
- سونغ كانغ هو على موقع روتن توميتوز (الإنجليزية)
- سونغ كانغ هو على موقع ألو سيني (الفرنسية)
- سونغ كانغ هو على موقع أول موفي (الإنجليزية)
- سونغ كانغ هو على موقع بوكس أوفيس موجو (الإنجليزية)
- سونغ كانغ هو على موقع قاعدة بيانات الأفلام السويدية (السويدية)
- سونغ كانغ هو على موقع قاعدة بيانات الفيلم (الإنجليزية)
- سونغ كانغ هو على موقع ليتربوكسد (الإنجليزية)
- سونغ كانغ هو على موقع كينوبويسك (الروسية)